# 2018년 아시안 게임 e스포츠
2018년 아시안 게임 e스포츠 종목은 2018년 자카르타-팔렘방 아시안 게임의 시범 종목이다. 시범 종목이기 때문에 메달이 수여되더라도 공식 집계나 종합순위 통계에 반영되지는 않는다. e스포츠는 다음 대회인 2022년 아시안 게임부터 정식 종목으로 포함될 예정이다.
이번 대회에서는 PES 2018, 리그 오브 레전드, 스타크래프트 II, 클래시 로얄, 펜타스톰, 하스스톤의 총 여섯 게임이 세부종목으로 채택되었다.

## 경기 일정
e스포츠 종목의 경기 일정은 다음과 같다.
| E | 경기 |

| 날짜종목         | 26일 (일) | 27일 (월) | 28일 (화) | 29일 (수) | 30일 (목) | 31일 (금) | 1일 (토) |
| ---------------- | --------- | --------- | --------- | --------- | --------- | --------- | -------- |
| 펜타스톰         | E         |           |           |           |           |           |          |
| 클래시 로얄      |           | E         |           |           |           |           |          |
| 하스스톤         |           |           |           |           |           | E         |          |
| 리그 오브 레전드 |           | E         | E         | E         |           |           |          |
| PES 2018         |           |           |           |           |           |           | E        |
| 스타크래프트 II  |           |           |           |           | E         |           |          |

## 참가국
| - 대한민국 - 라오스 - 말레이시아 - 베트남 - 사우디아라비아 - 스리랑카 | - 우즈베키스탄 - 이란 - 인도 - 인도네시아 - 일본 - 중국 | - 중화 타이베이 - 카자흐스탄 - 키르기스스탄 - 태국 - 파키스탄 - 홍콩 |

## 출전 예선
2018년 6월 6일부터 20일까지 아시안게임 e스포츠 각 종목별 출전권 배정을 위한 예선이 진행됐다. 동아시아, 동남아시아, 남아시아, 중앙아시아, 서아시아의 지역예선 다섯 개로 묶어 출전권을 부여토록 하였다. 단, 펜타스톰의 경우 동아시아-동남아시아-남아시아만 진행하였다. 예선은 온라인 대전이나 오프라인 대전, 혹은 온/오프 혼합 대전으로 치러졌다. 아시안게임 개최국인 인도네시아는 전 종목에서 자동으로 진출하게 되었다.

### 지역별 출전권 배정
| 제목             | 개최국 | 동아시아 | 동남아시아 | 남아시아 | 중앙아시아 | 서아시아 |
| ---------------- | ------ | -------- | ---------- | -------- | ---------- | -------- |
| PES 2018         | 1      | 2        | 2          | 1        | 1          | 1        |
| 리그 오브 레전드 | 1      | 3        | 1          | 1        | 1          | 1        |
| 스타크래프트 II  | 1      | 2        | 2          | 1        | 1          | 1        |
| 클래시 로얄      | 1      | 2        | 2          | 1        | 1          | 1        |
| 펜타스톰         | 1      | 3        | 3          | 1        | 0          | 0        |
| 하스스톤         | 1      | 2        | 2          | 1        | 1          | 1        |

### 국가별 출전권 배정
| 국가           | 펜타스톰 | 클래시 로얄 | 하스스톤 | LOL      | PES 2018 | 스타2    |
| 동아시아       | 동아시아 | 동아시아    | 동아시아 | 동아시아 | 동아시아 | 동아시아 |
| -------------- | -------- | ----------- | -------- | -------- | -------- | -------- |
| 홍콩           | X        | X           | X        |          | X        |          |
| 중국           | X        | X           |          | X        |          |          |
| 중화 타이베이  | X        |             |          | X        |          | X        |
| 대한민국       |          |             |          | X        |          | X        |
| 일본           |          |             | X        |          | X        |          |
| 동남아시아     |          |             |          |          |          |          |
| 인도네시아     | X        | X           | X        | X        | X        | X        |
| 베트남         | X        | X           | X        | X        | X        | X        |
| 태국           | X        |             | X        |          |          | X        |
| 라오스         | X        | X           |          |          |          |          |
| 말레이시아     |          |             |          |          | X        |          |
| 남아시아       |          |             |          |          |          |          |
| 인도           | X        | X           |          | X        | X        |          |
| 파키스탄       |          |             |          | X        |          |          |
| 스리랑카       |          |             |          |          |          | X        |
| 중앙아시아     |          |             |          |          |          |          |
| 카자흐스탄     |          |             |          | X        | X        | X        |
| 우즈베키스탄   |          | X           |          |          |          |          |
| 키르기스스탄   |          |             | X        |          |          |          |
| 서아시아       |          |             |          |          |          |          |
| 사우디아라비아 |          | X           | X        | X        |          |          |
| 이란           |          |             |          |          | X        | X        |

## 본선

### 메달리스트
시범 종목이므로 실제 메달수 집계에는 포함되지 않는다. 세부 경기결과에 대해선 각 문서 참조.
| 종목                    | 금         | 은            | 동            |
| ----------------------- | ---------- | ------------- | ------------- |
| PES 2018 자세히         | 일본       | 이란          | 베트남        |
| 리그 오브 레전드 자세히 | 중국       | 대한민국      | 중화 타이베이 |
| 스타크래프트 II 자세히  | 대한민국   | 중화 타이베이 | 베트남        |
| 클래시 로얄 자세히      | 인도네시아 | 중국          | 베트남        |
| 펜타스톰 자세히         | 중국       | 중화 타이베이 | 베트남        |
| 하스스톤 자세히         | 홍콩       | 인도네시아    | 인도          |